# 上田市立第六中学校
上田市立第六中学校（うえだしりつだいろくちゅうがっこう）は長野県上田市小泉に所在する公立中学校。またこのページでは前身である川西村立→上田市立川西中学校についても述べる。 
2017年度創立30周年を迎えた。

## 概要
上田市の旧市内で漢数字が付く中学校としては一番新しく1988年に開校したが同校は上田市立川西中学校が上田市立第四中学校を統合として新たに開校した中学校である。校舎は旧小泉小学校所在地にある。
学区は上田市立川辺小学校・上田市立川西小学校・上田市立浦里小学校。

## 沿革

### 略歴
前身（上田市立川西中学校）
1957年3月31日に小県郡室賀村・浦里村、上田市に編入合併されていた泉田村の小泉地籍が合併して小県郡川西村が発足。4年後の1961年に室賀・浦里・泉田（1959年から小泉）の3小学校に併設されていた中学校を統合して開校した。学校は現在の上田市立川西小学校の所在地にあり1973年4月1日から上田市立となる。1988年に室賀小・小泉小が統合して川西小に再編。川西中は第四中学校の学区だった川辺小（南小へ分離した地区を除く）と統合して第六中学校となったため、校舎を譲り27年の歴史に幕を閉じた。

### 年表
前史
- 1947年 - 村立泉田小学校・村立浦里小学校・村立室賀小学校に併設中学校が設置される。
- 1956年 - 泉田小中学校が上田市立となる。
- 1957年 - 浦里小中学校・室賀小中学校が川西村立となる。泉田小中学校が上田市川西村組合立となる。
- 1959年 - 泉田小中学校分割。川西村立小泉小中学校となる。
- 1961年 - 小泉小学校・浦里小学校・室賀小学校の川西村立3併設中学校が統合され川西村立川西中学校開校。
- 1973年 - 上田市立となり上田市立川西中学校と改称。
- 1988年3月 - 上田市立第四中学校から分離した上田市立川辺小学校区を学区に加える。これにより上田市立川西中学校は閉校。

統合後
- 1988年
  - 4月5日 - 上田市立第六中学校として開校。
  - 10月20日 - 校歌完成。（作詞：山本太郎、作曲：中田喜直）

## 学校行事
4月　三年生修学旅行
6月　一年生自然体験学習
7月　二年生職場体験
9月　中庭フェス、ミニ運動会、飛翔祭
10月　ふるさとタイム発表会
1月　中学校説明会
3月　球技クラスマッチ、三年生を送る会、卒業証書授与式